# مات فالون
مات فالون (بالإنجليزية: Matt Fallon)‏ هو موسيقي أمريكي، ولد في 30 سبتمبر 1965 في بروكلين في الولايات المتحدة.

## وصلات خارجية
- مات فالون على موقع ميوزك برينز (الإنجليزية)
- مات فالون على موقع ديسكوغز (الإنجليزية)